# Бели врач
Бели врач је епизода Загора објављена у бр. 3 обновљене едиције Златне серије коју је покренуо Весели четвртак. Епизода је објављена 10. маја 2018. године. Коштала је 350 динара (3,64 $). Свеска је имала 156 страна. Епизода Бели врач имала је 112 страна. Након ње налазио се први део епизоде Бес Апача стрипа Судија Бин, који је имао 37 страна. На почетку свеске налази се уводник Душана Младеновића о стрипу Судија Бин.

## Оригинална епизода
Оригинална епизода под називом Lo Sciamano Bianco објављена је у годишњем издању Almanacco del’ Avventura бр. 5, који је објављен 2. октобра 2002. Епизоду је нацртао Марко Верни, а сценарио написао Морено Буратини. Насловну страну нацртао је Галијано Фери.

## Кратак садржај
Централна фигра ове епизоде је Николас Сенд, доктор који подједнако лечи белце и индијанце. Сенд је пример иделаног доктора, јер бескомпромсно следи Хипократову заклетву. Завршио је факултет у Бостону, али је ипак дошао у мало место јер „није могао да поднесе гужву великог града”. На почетку епизоде Сенд среће групу индијанаца из племена Пенобскота, који га спашавају од гризлија. Николас креће у њихово село и излечи неколико људи, након чега добија надимак Слуша-срце (по стетоскопу којим је прегледао индијанце).
Овакав приступ не свиђа се халапљивом Голдингу, најбогатијем трговцу у Фрејм Кросу у коме др Сенд има своју ординацију. Када Сенд у своју ординацију доводи индијанца Хунаскина, Голдинг организује протест мештана против индијанаца у селу. Док Сенд и Загор разговарају са мештанима, Голдингов плаћеник сипа отров у прашак за смирење које Сенд сваке вечери даје двојици белих болесника, Џеду и Тобији. Када Џед и Тобија умру, Голдинг наговара мештане да спале Сендову кућу и протерају индијанца. Тада на сцену ступа Загор.

## Политичка економија мржње према индијанцима
Голдинг је најбогатији трговац у Фрејм Кросу. Он верује да су индијанци главна препрека за даље ширење његове трговине крзнима. Мржња према индијанцима коју потпаљује међу мештанима Фрејм Кроса има за циљ да физички елиминише индијанце из околине.